# Броненосные крейсера типа «Кент»
Броненосные крейсера типа «Кент» — серия кораблей британского королевского флота, построенная в начале XX века. Стали «умеренной» версией броненосных крейсеров типа «Дрейк», в королевском флоте числились крейсерами 1-го ранга. Всего построено 10 единиц: «Кент» (Kent), «Эссекс» (Essex), «Бедфорд» (Bedford), «Монмут» (Monmouth), «Ланкастер»(Lancaster), «Донегал» (Donegal), «Бервик» (Bernwick), «Корнуолл» (Cornwall), «Камберленд» (Cumberland), «Саффолк»(Suffolk). «Бедфорд» потерпел крушение 21 августа 1910 года у острова Квельпарт, погибло 18 человек. Все оставшиеся принимали активное участие в Первой мировой войне, действуя преимущественно на отдаленных театрах. «Монмоут» погиб в сражении при Коронеле. Крупнейшая в мире серия больших броненосных крейсеров.
Их улучшенной версией стали броненосные крейсера типа «Девоншир».

## Проектирование
Крейсера типа «Гермес» уже были не в состоянии выполнять свою роль защитников торговли. Океанской торговле нужны были новые защитники. Новые крейсера проектировались как ответ на французскую и российскую кораблестроительные программы с океанскими «сверхбыстроходными» истребителями торговли, бронепалубными крейсерами такими как «Шаторено», «Гишен». Эти 8000-8300-тонные корабли были вооружены двумя 164-мм и шестью 138-мм скорострельными орудиями и имели большие полные запасы угля (1400 до 1450 тонн). Французы были спроектированы на достижение хода 24 узла на кратковременных испытаниях.
Для дальних станций требовались корабли размера «Блейка», при этом «числом побольше и ценой подешевле», одновременно, тоже требование, что и при проектировании «Блейка»: скорость, скорость и ещё раз скорость.
Эти британские крейсера, как и «Блейк», проектировались с расчётом на то, что бы полным запасом угля проходить через Суэцкий канал для того, что бы в нужный момент появиться в Китайских водах.

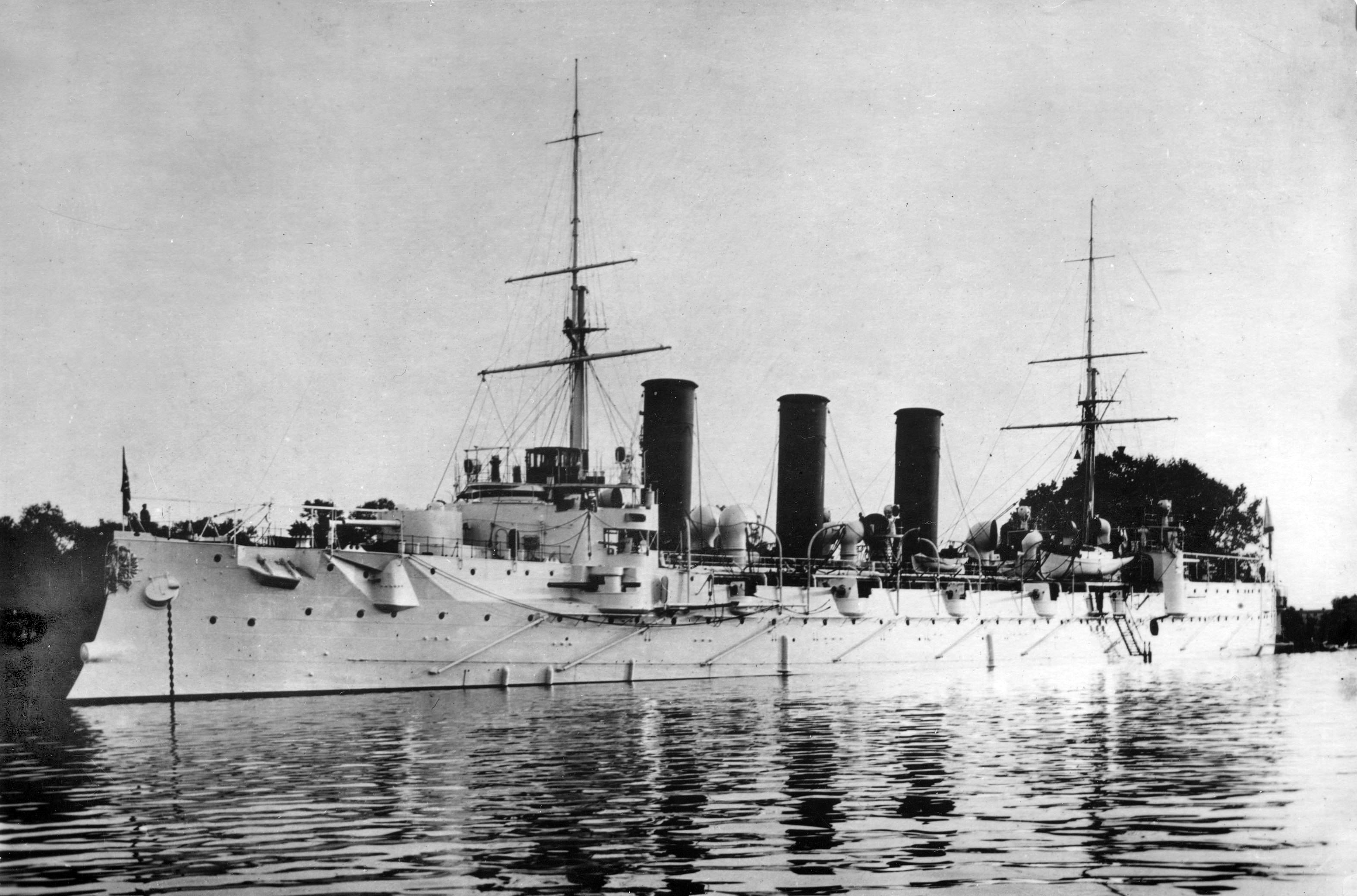
Бронепалубный крейсер Богатырь.

Планировалось построить десять крейсеров. Оправдывая такую большую серию Уайт указал ещё на четыре 23 узловых 6000-тонных крейсера недавно заказанных Россией (один в Соединенных Штатах, два в Германии, один во Франции) и то, что ещё два, скорее всего, будет в построены в России. Уайт считал их модифицированной версией российского типа «Диана». В проектных заданиях говорилось, что русские крейсера должны иметь возможность поддерживать 23 узла под естественной тягой на длительных испытаниях (от 12 до 24 часов).
Российские корабли, по имеющимся у него данным, должны быть вооружены двенадцатью 152-мм орудиями (против одиннадцати у сопоставимых британских крейсеров), двенадцатью 75 мм, шестью 47 мм и шестью торпедными аппаратами (три подводных). Уайт также отметил большую группу 21-узловых крейсеров: три французских Klébers (броненосных крейсеров, около 7500 тонн) и похожий Российский корабль, недавно заложенный на Ла Seyne. Французские корабли были вооружены восемью 164 мм орудиями. Уайт был впечатлён их защитой.
В дополнение ко всем этим десяти французским и российским крейсерам были ещё крейсера с проектными скоростями от 22¼ до 23 узлов: два США, два японца, два аргентинца, два чилийца и два китайца. Все кроме первых двух имели конструкцию фирмы Elswick, и только у чилийской «Эсмеральды» был поясная броня. Уайт полагал, что, несмотря на достижение контрактной скорости на испытаниях, у всех этих элсвикских крейсеров скорость в открытом море составляла от 18 до 19 узлов, и даже менее в некоторых случаях.
Рассмотрев характеристики всех этих крейсеров, Уайт выработал требования для нового броненосного крейсера — защитника торговли. Они должны были способны к 21-узловому ходу на гладкой воде на длительное время, и к 23-узловому ходу на 8-часовых испытаниях с естественной тягой. Вооружение должно превосходить аналогичное на новых российских и французских крейсерах (типа «Дюпле») с достаточной защитой для орудий и команд. Максимальная толщина поясной брони составила бы 4 дюйма, в дополнение с более тонкой бронёй на скосах. Запас угля составил бы приблизительно 1600 тонн (половина — нормальный запас).
Фактически требовался крейсер размеров «Блейка» или чуть больше и со скоростью как у «Дрейков», и такой корабль был спроектирован.
Конструкцию уменьшенного крейсера была проработана Уайтом в предыдущем году, как часть процесса проектирования Дрейка. Его четырнадцать 6-дюймовых орудий превосходили вооружение французских или российских крейсеров. Новое 6-дюймовое скорострельное орудие должно пробивать броню на Дюпле. Схема защиты повторяла Дрейк, но с уменьшенной толщиной. Наиболее значительной разницей от проекта 1897 года была силовая установка: установка котлов Бельвиля (с трубками большого диаметра) для достижения мощности 22 000 л. с. Продолжительная мощность была 16 000 л. с., что давало оценку скорости при естественном давание на испытаниях и непрерывную морскую скорость 23 и 21 узла соответственно.
Уайт указал, что есть крейсера с более сильными боевыми характеристиками, достигнутыми, пожертвовав другими качествами. Шесть новых японских броненосных крейсера были лучше защищены и вооружены — но медленнее. Построенные для Японии Виккерсом «Асамы» имели почти вдвое большую массу бортового залпа (772 кг против 408).

### Корпус

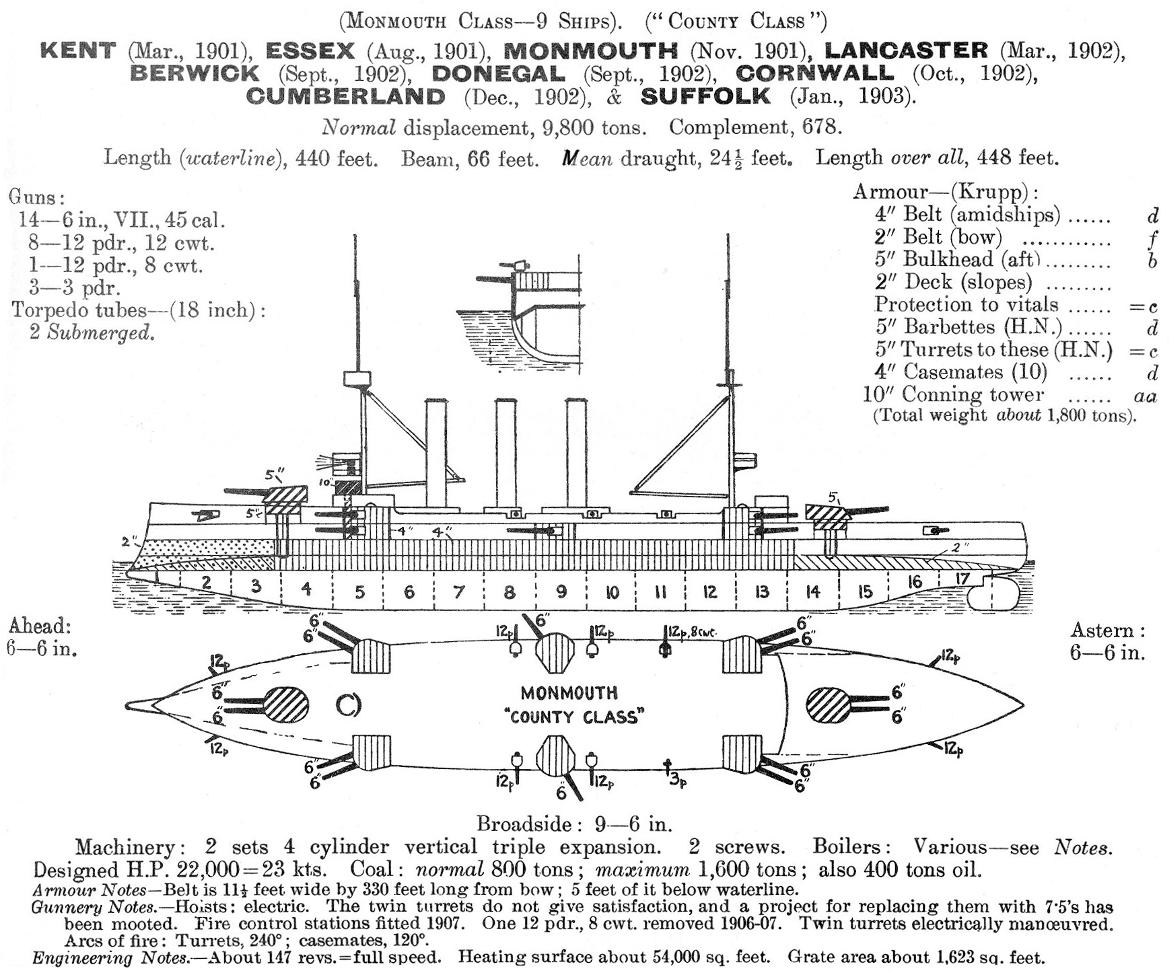
Броненосные крейсера типа «Кент». Схема.

## Конструкция

### Силовая установка
2 четырёхцилиндровые паровые машины тройного расширения, 31 котёл Бельвиля («Бервик», «Саффолк» — котлы Никлосса, «Корнуолл» — котлы Бэбкока). Запас угля 1600 дл. тонн.
«Эссекс»: скорость на мерной мили 22,8 узла при мощности 22 219 л. с.,

«Ланкастер» 24 узла при 22 881 л. с.,

«Донегал» 23,7 узла при 22 154 л. с.,

«Бервик» 23,7 узла при 22 680 л. с.,

«Корнуолл» 23,6 узла при 22 694 л. с.,

«Камберленд» 23,7 узла при 22 784 л. с.,

«Саффолк» 23,7 узла при 22 645 л. с. В одном из пробегов «Саффолк» достиг 24,7 узлов. Скорость «Кента» и «Монмута» слегка не достигла контрактной.
Самый тихоходный корабль серии — «Кент» во время Фолклендского боя развил 25 узлов (превзошёл проектную скорость на 2 узла) превысив проектную мощность на 5000 л. с. Это был невероятный результат (большинство крейсеров других стран после 5-6 лет службы с трудом выдавали проектную скорость). Правда в топках пришлось жечь мебель и содранное с палубы тиковое дерево.
Небольшим разочарованием была дальность хода, корабли могли пройти около 6600 миль 10 узловым ходом вместо расчётных 8500.

### Бронирование
Броня толщиной 102 мм и выше — крупповская нецементированная, более тонкая броня — сталеникелевая. Схема бронирования повторяла предыдущий тип, но толщина брони была уменьшена. Главный броневой пояс длиной 73 м имел толщину 102 мм, сзади замыкался броневым траверзом толщиной 127 мм. В носовой части был броневой пояс, толщиной 51 мм. Броневая палуба имела толщину 19…25 мм, а от кормового траверза в корму она представляла карапас и её толщина составляла 51 мм. Толщина брони башен составляла 127 мм, толщина брони казематов была от 102 до 51 мм, боевой рубки — 254 мм. В общем защита могла надёжно защитить корабль лишь от 102—127 мм снарядов, в то время как 138—152 мм бронебойные снаряды представляли определённую опасность.

### Вооружение

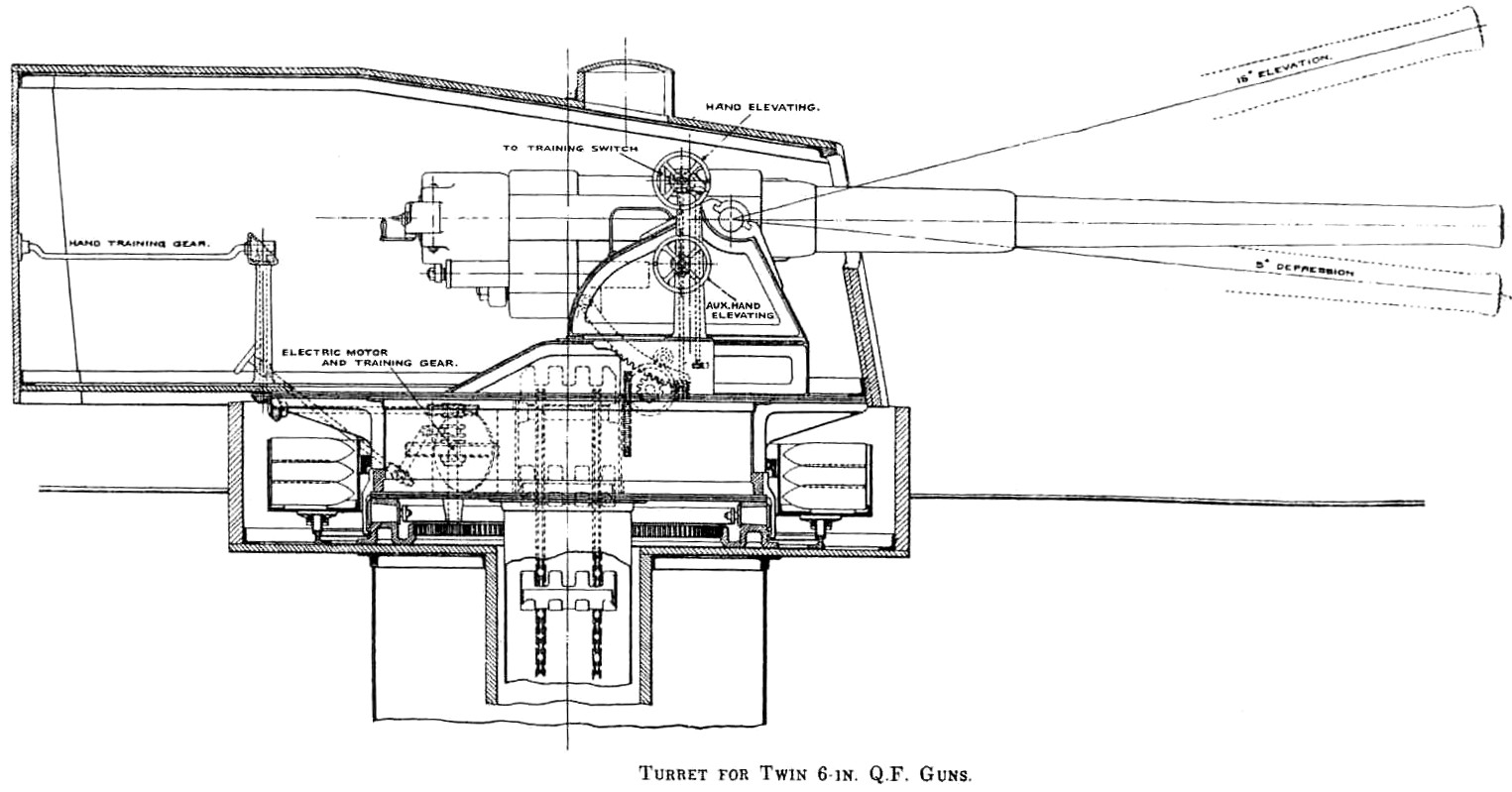
Башня для 152 мм орудий. Схема.

На этих английских броненосных крейсерах 152 мм пушки Mk VII (новую модель они не получили) располагалась в двухорудийных башнях и казематах. Всего установили 14 орудий. Про эти крейсера ходила шутка: «Сэр Ульям Уайт спроектировал крейсера класса Каунти, но забыл про пушки». Башни страдали от ненадёжности электрооборудования, замыканий, заливания водой, из-за тесноты и задымления. В результате скорострельность двух стволов в башне была ниже скорострельности одного орудия, установленного открыто. Установка двух стволов в одной люльке давала большое рассеивание. Проблема усугублялась тем, что из оставшихся десяти шесть 152 мм орудий располагались в нижних казематах — это не позволяло вести огонь при волнении.
Десять скорострельных (QF) 12-фунтовых [3-дюймовых (76 мм)] были установлены для защиты от миноносцев.
Крейсера так же несли три 3-фунтовых (47 мм) орудия Hotchkiss.
Минно-торпедное вооружение состояло из двух подводных 18-дюймовых (450 мм) торпедных аппаратов.

## Оценка проекта
- «Богатырь»
- «Варяг»
- «Клебер»
- «Бедфорд»
- «Шаторено»

| Сравнительные ТТХ «Кента» и его предполагаемых противников | Сравнительные ТТХ «Кента» и его предполагаемых противников                | Сравнительные ТТХ «Кента» и его предполагаемых противников | Сравнительные ТТХ «Кента» и его предполагаемых противников | Сравнительные ТТХ «Кента» и его предполагаемых противников                   | Сравнительные ТТХ «Кента» и его предполагаемых противников      |
| Представитель                                              | «Богатырь»                                                                | «Варяг»                                                    | «Клебер»                                                   | «Бедфорд»                                                                    | «Шаторено»                                                      |
| ---------------------------------------------------------- | ------------------------------------------------------------------------- | ---------------------------------------------------------- | ---------------------------------------------------------- | ---------------------------------------------------------------------------- | --------------------------------------------------------------- |
| Страна                                                     | Российская империя                                                        | Российская империя                                         | Франция                                                    | Великобритания                                                               | Франция                                                         |
| Водоизмещение нормальное, т                                | 6611                                                                      | 6604                                                       | 7602                                                       | 9956                                                                         | 8025                                                            |
| Вооружение                                                 | 12×152 мм, 12×75 мм, 8×47 мм, 2×37 мм                                     | 12×152 мм, 12×75 мм, 8×47 мм, 2×37 мм                      | 8×164 мм, 4×100 мм,10×47 мм                                | 14×152 мм, 10×76-мм, 3×47 мм                                                 | 2×164 мм, 6×138 мм, 10×47 мм, 5×37 мм                           |
| Бронирование, мм                                           | палуба — 35-70, башни — 125, казематы — 80, щиты орудий — 25, рубка — 140 | палуба — 38-76, рубка — 152                                | пояс — 100, палуба — 40, башни — 120, рубка — 80           | пояс — 102 мм башни — 127, казематы — 51…102 мм, палуба — 20-51, рубка — 254 | палуба — 40-100, казематы —40-60, щиты орудий — 55, рубка — 160 |
| Энергетическая установка, л. с.                            | 19 500                                                                    | 16 198                                                     | 17 500                                                     | 22 000                                                                       | 24 964                                                          |
| Максимальная скорость, уз.                                 | 23,55                                                                     | 23,2                                                       | 21                                                         | 23                                                                           | 24                                                              |

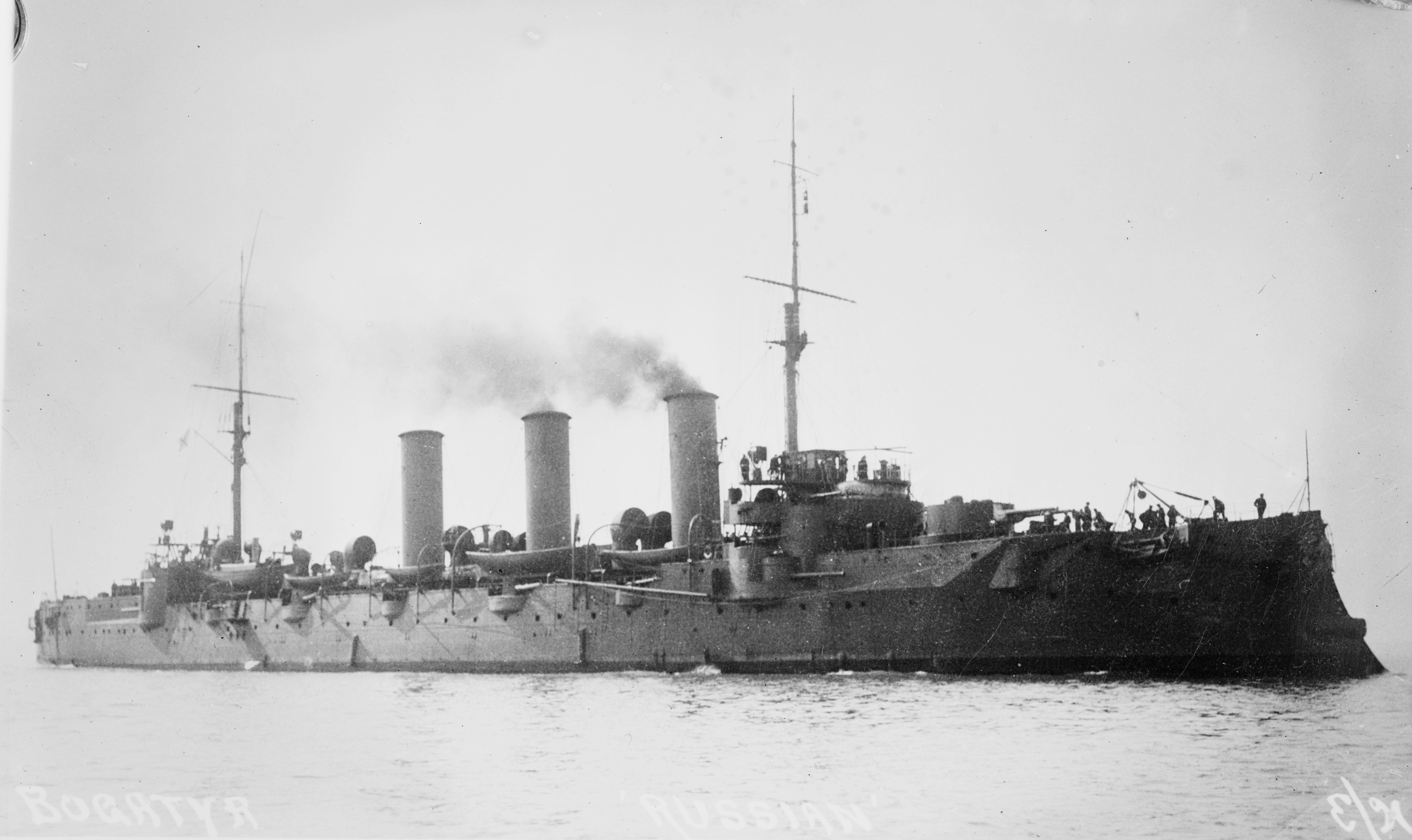
«Богатырь»
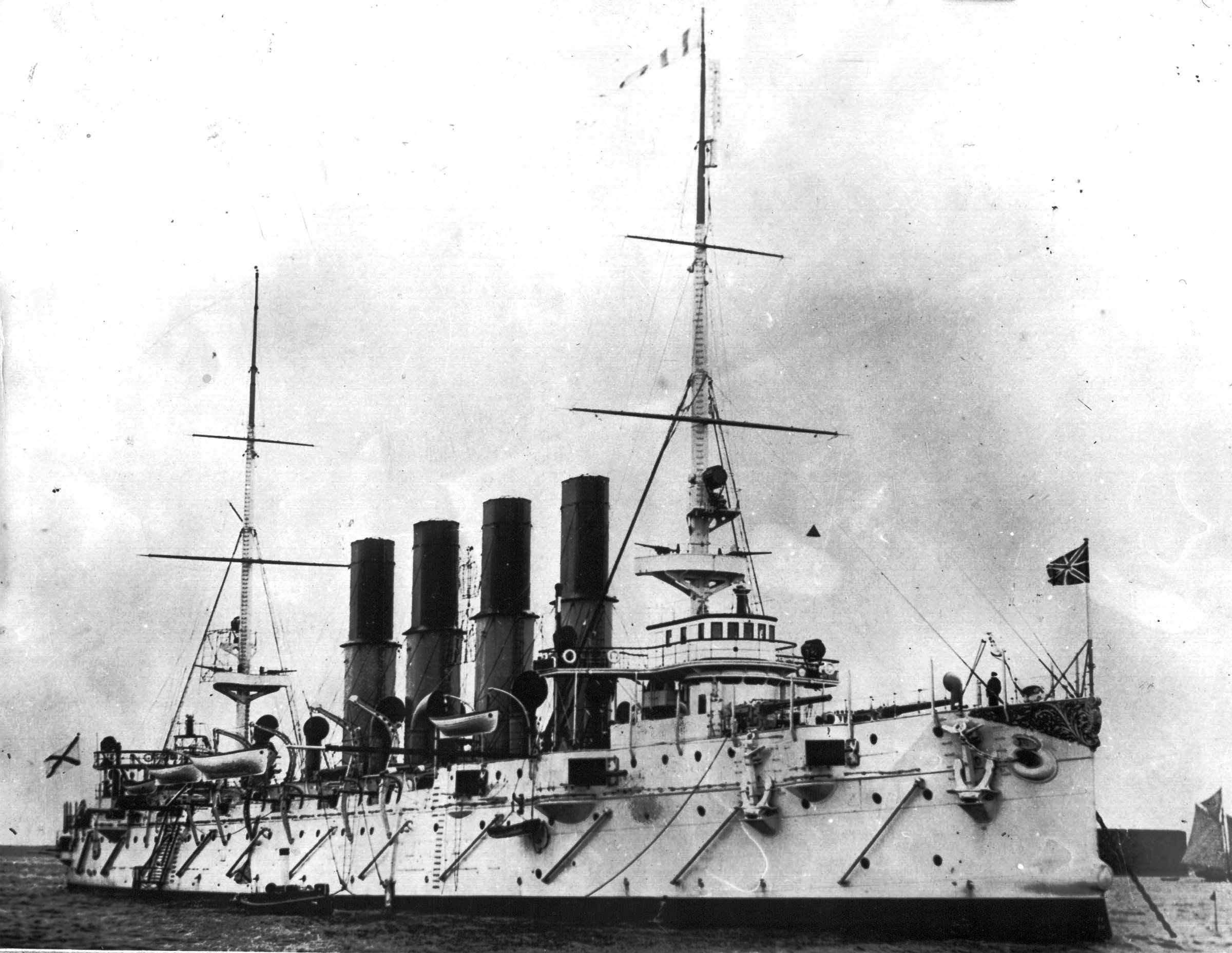
«Варяг»
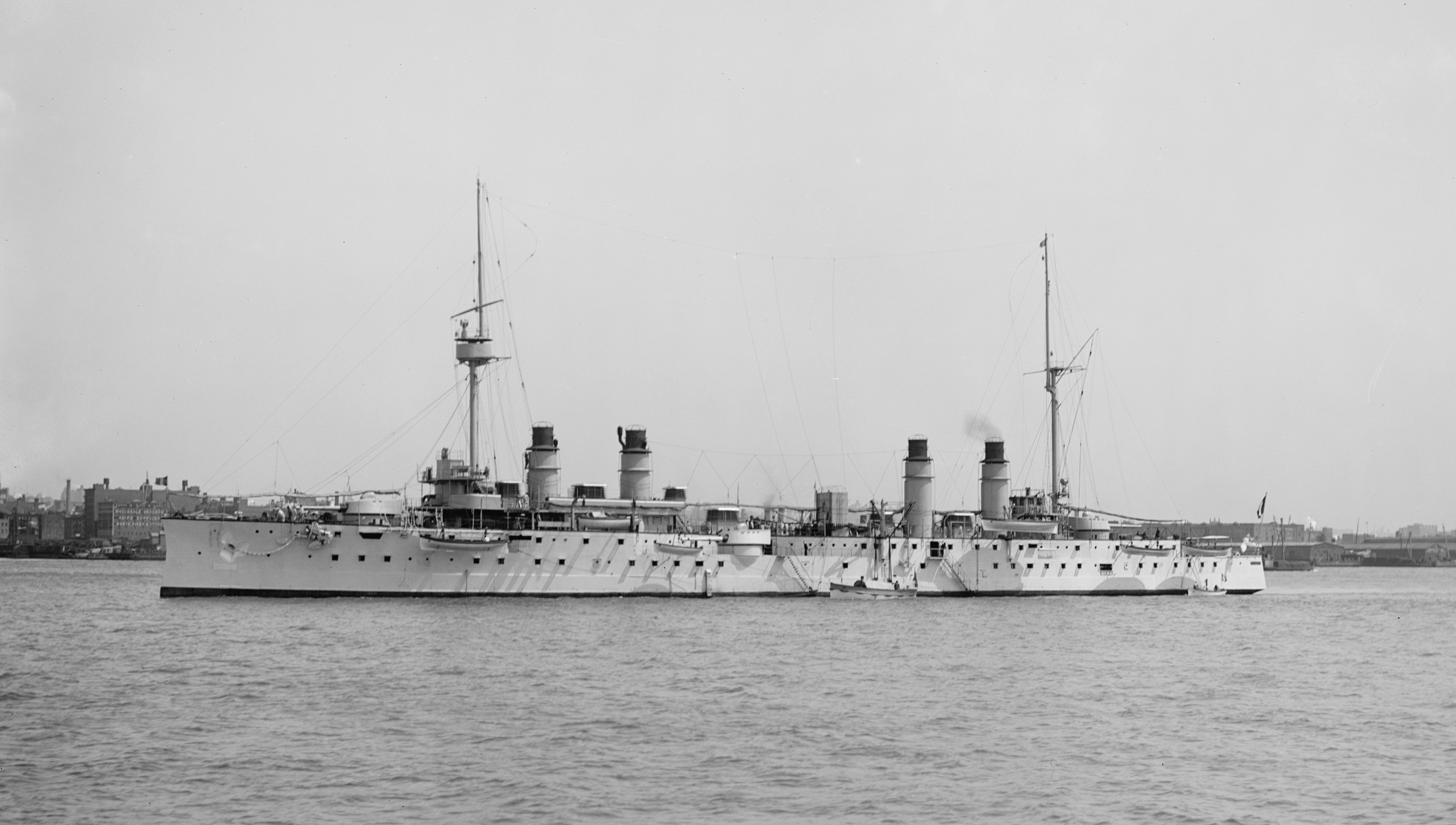
«Клебер»
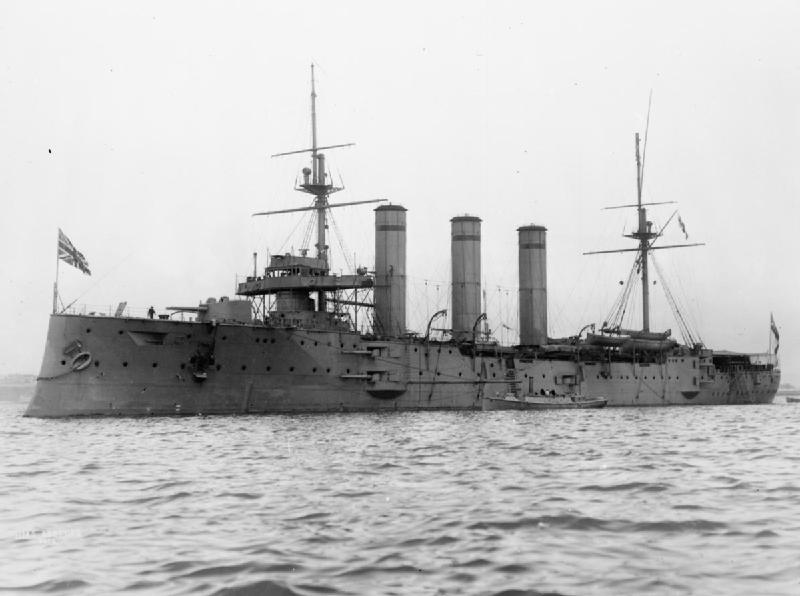
«Бедфорд»
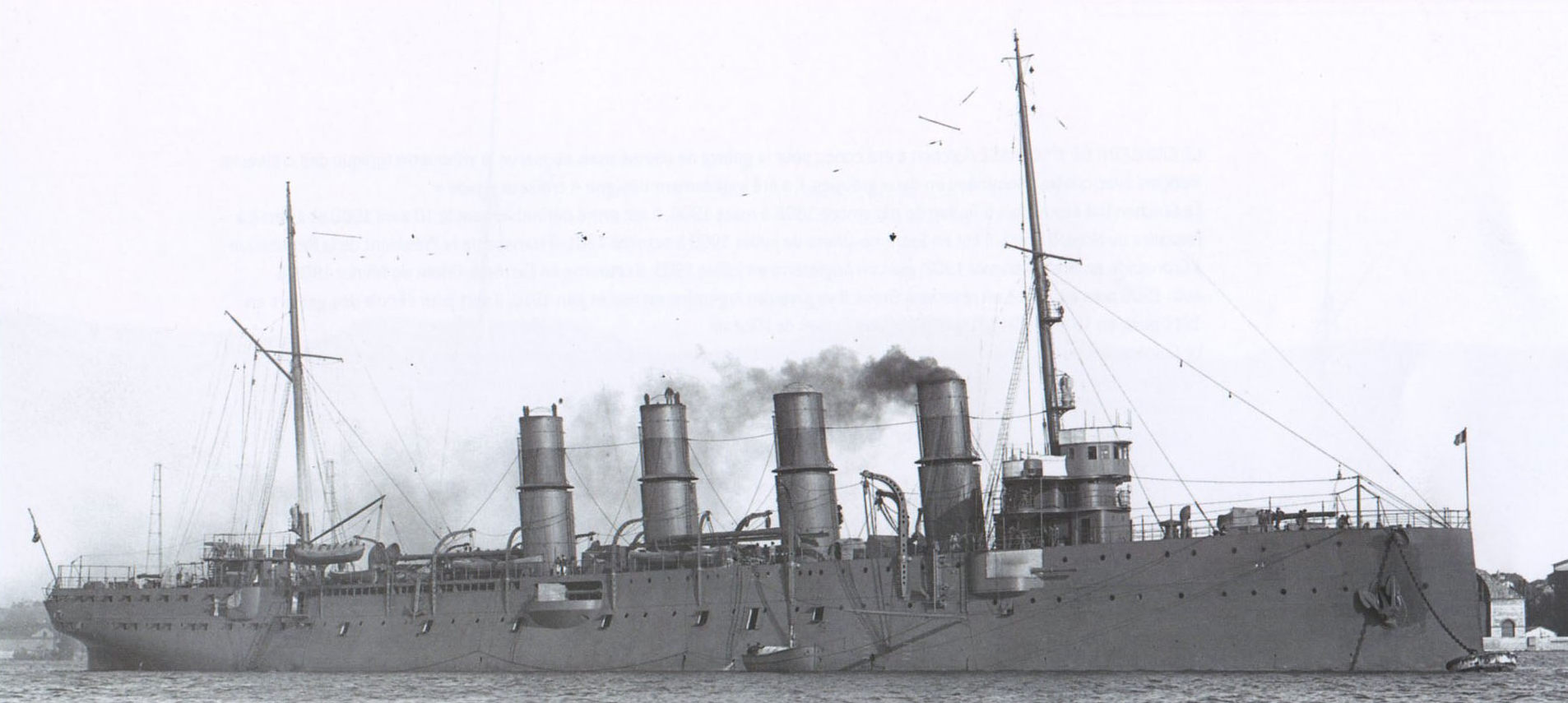
«Шаторено»

«Кенты», не пригодные для «большого боя», оказались полезными и востребованными в отдаленных морях и океанах. Удача сопутствовала им когда они занимались тем, для чего были созданы: топить бронепалубные крейсера — истребители торговли.
Когда в бою они сталкивались с другими броненосными крейсерами шансов у них было мало. В миллиметрах брони и в килограммах залпа «Кенты» радикально уступали броненосным крейсерам «9000-тонного класса» любой страны. Но они и не были предназначены для борьбы с ними, а вот для защиты торговли и истребления неприятельских бронепалубных и вспомогательных крейсеров эти корабли оказались почти идеальны.

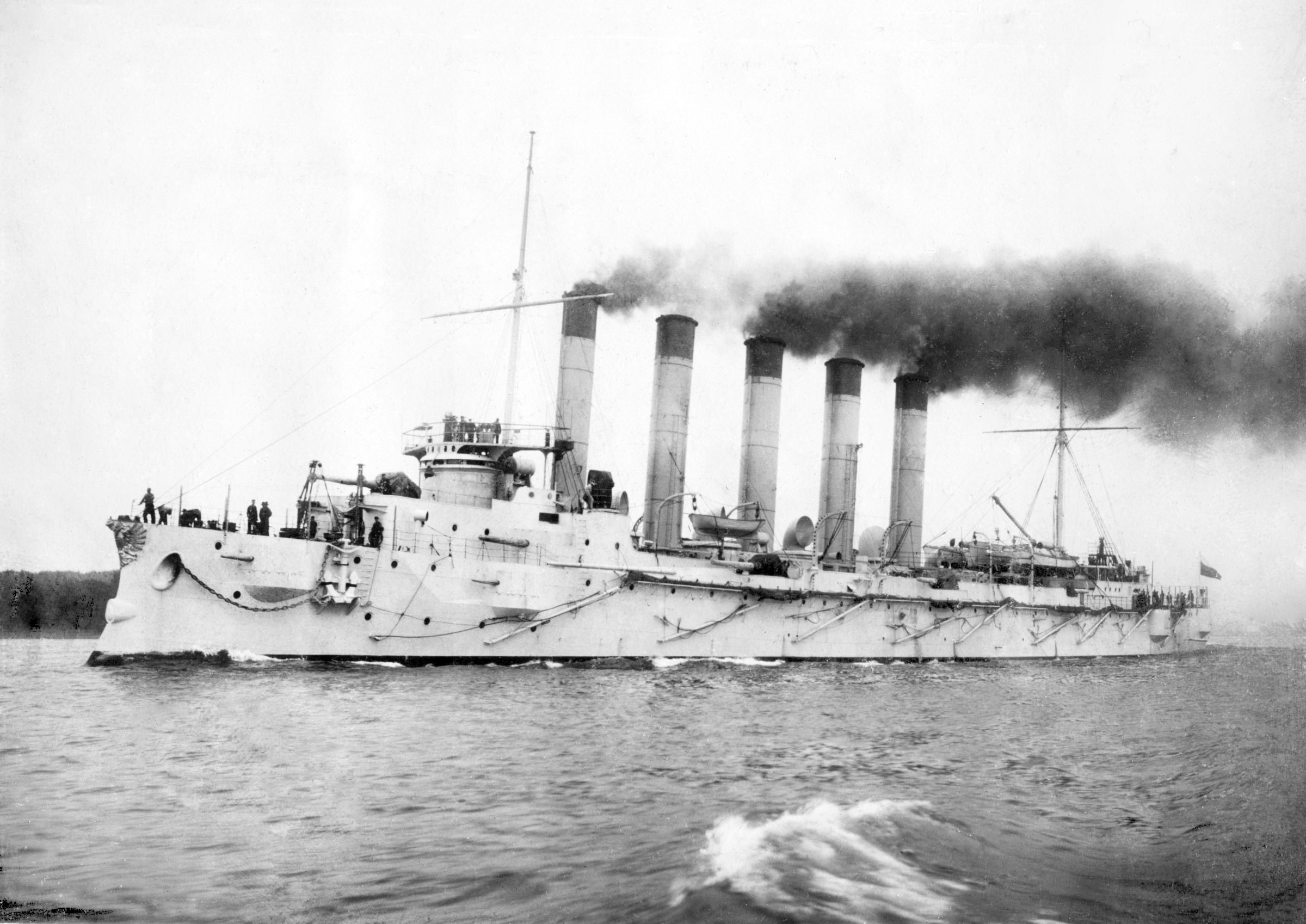
Бронепалубный крейсер Аскольд на испытаниях в Киле, 1901 год

 Почти, потому что было два крейсера Российского флота, немецкой постройки, которых могли догнать не все «Кенты», а, при плохой погоде, догнав могли из охотника превратиться в добычу.
И один из них — «Аскольд» доказал мощь своего оружия, заставив выйти из боя более мощный, чем «Кенты», броненосный крейсер — японскую «Асаму». «Кенты» могли держать 21,5-22 узла в течение 30 часов и малые бронепалубные крейсера начала XX века, включая прекрасного «ходока» «Новика», не могли оторваться днём от погони: машины малых крейсеров могли развить форсированный ход максимум на пару часов. Новые турбинные рейдеры у «Кентов» догнать не получалось, что доказала безуспешная погоня «Бервика» за «Карлсруэ».
| Сравнительные ТТХ броненосных крейсеров начала XX века с нормальным водоизмещением менее 10 000 тонн | Сравнительные ТТХ броненосных крейсеров начала XX века с нормальным водоизмещением менее 10 000 тонн | Сравнительные ТТХ броненосных крейсеров начала XX века с нормальным водоизмещением менее 10 000 тонн | Сравнительные ТТХ броненосных крейсеров начала XX века с нормальным водоизмещением менее 10 000 тонн | Сравнительные ТТХ броненосных крейсеров начала XX века с нормальным водоизмещением менее 10 000 тонн | Сравнительные ТТХ броненосных крейсеров начала XX века с нормальным водоизмещением менее 10 000 тонн | Сравнительные ТТХ броненосных крейсеров начала XX века с нормальным водоизмещением менее 10 000 тонн | Сравнительные ТТХ броненосных крейсеров начала XX века с нормальным водоизмещением менее 10 000 тонн |
| | «Глуар»                                                                                              | «Сент-Луис»                                                                                          | «Кент»                                                                                               | «Йорк»                                                                                               | «Идзумо»                                                                                             | «Баян»                                                                                               | «Монкальм»                                                                                           |
| --- | --- | --- | --- | --- | --- | --- | --- |
| Год закладки                                                                                         | 1899                                                                                                 | 1902                                                                                                 | 1900                                                                                                 | 1903                                                                                                 | 1898                                                                                                 | 1900                                                                                                 | 1898                                                                                                 |
| Год ввода в строй                                                                                    | 1903                                                                                                 | 1905                                                                                                 | 1903                                                                                                 | 1905                                                                                                 | 1900                                                                                                 | 1903                                                                                                 | 1902                                                                                                 |
| Водоизмещение нормальное, т                                                                          | 9856                                                                                                 | 9855                                                                                                 | 9957                                                                                                 | 9533                                                                                                 | 9906                                                                                                 | 7326                                                                                                 | 9548                                                                                                 |
| Полное, т                                                                                            | ? | 11 024                                                                                               | 11 176                                                                                               | 10 266                                                                                               | 10 470                                                                                               | 8238                                                                                                 | ? |
| Мощность ПМ, л. с.                                                                                   | 21 800                                                                                               | 21 000                                                                                               | 22 000                                                                                               | 19 000                                                                                               | 14 500                                                                                               | 16 500                                                                                               | 19 600                                                                                               |
| Максимальная скорость, узл                                                                           | 21,5                                                                                                 | 22                                                                                                   | 23                                                                                                   | 21                                                                                                   | 20,75                                                                                                | 20,9                                                                                                 | 21                                                                                                   |
| Дальность, миль (на ходу, узл.)                                                                      | 6500(10)                                                                                             | 6000 (10)                                                                                            | 6500 (10)                                                                                            | 5000 (10) 4200 (12)                                                                                  | 4900 (10)                                                                                            | 3900 (10)                                                                                            | 8500(10)                                                                                             |
| Бронирование, мм                                                                                     | | | | | | | |
| Тип                                                                                                  | ГС                                                                                                   | ГС                                                                                                   | НКС                                                                                                  | КС                                                                                                   | КС                                                                                                   | ГС                                                                                                   | ГС                                                                                                   |
| Пояс                                                                                                 | 150                                                                                                  | 102                                                                                                  | 102                                                                                                  | 100                                                                                                  | 178                                                                                                  | 200                                                                                                  | 150                                                                                                  |
| Палуба(скосы)                                                                                        | 55(45)                                                                                               | 25(76)                                                                                               | 19-51                                                                                                | 60(50)                                                                                               | 63(63)                                                                                               | 60                                                                                                   | 55                                                                                                   |
| Башни                                                                                                | 170                                                                                                  | - | 127                                                                                                  | 150                                                                                                  | 152                                                                                                  | 150                                                                                                  | 200                                                                                                  |
| Барбеты                                                                                              | 140                                                                                                  | - | 127                                                                                                  | 150                                                                                                  | 152                                                                                                  | 150                                                                                                  | 200                                                                                                  |
| Рубка                                                                                                | 150                                                                                                  | 127 (КС)                                                                                             | 254                                                                                                  | 150                                                                                                  | 356                                                                                                  | 160                                                                                                  | 160                                                                                                  |
| Вооружение                                                                                           | 2×194-мм/40 8×1×164-мм/45 6×100 мм 18×1×47-мм/43 2 ТА                                                | 14×1×152-мм/50 18×1×76,2-мм/50                                                                       | 14(2×2,10×1) ×152-мм/45 10×1×76,2-мм/40 2 ТА                                                         | 2×2×210-мм/40 10×1×150-мм/40 14×1×88-мм/35 4 ТА                                                      | 2×2×203-мм/40 14×1×152-мм/40 12×1×76,2-мм/40 5 ТА                                                    | 2×203-мм/40 8×1×152-мм/45 20×1×75-мм/50 2 ТА                                                         | 2×194-мм/40 8×1×164-мм/45 4×100 мм 16×1×47-мм/43 2 ТА                                                |

### Комментарии
1. ↑  Серия также именуется типом «Монмут»
2. ↑  Скорость на испытаниях, скорость продолжительная, скорость на волнении.
3. ↑  «Буэнос-Айрес» и «Нуэве де Хулио»
4. ↑  Оценивалась толщиной 3½ дюйма никелевой брони (88 мм, фактически 100 мм Гарвевской), которая должна уступать по стойкости нецеметированной Крупповской (по факту превосходила)
5. ↑  «полуброненосные крейсера»
6. ↑  Для британских и американских кораблей в источниках водоизмещение даётся в длинных тоннах, поэтому оно пересчитано в метрические тонны